# Nʕaylintn
Le nʕaylintn, appelé officiellement McIntyre Bluff avant le 7 août 2015, est une grande falaise de rocheuse de gneiss, située au sud du lac Vaseux entre Okanagan Falls et Oliver en Colombie-Britannique au Canada. La falaise surplombe la vallée environnante et est l’un des points de repère les plus connus de l’Okanagan.

## Histoire
nʕaylintn est le nom traditionnel en langue nsyilxcen (okanagan). Les Premières nations de la région racontent l’histoire d’une bataille il y a des siècles au sommet de la falaise. Une troupe d’enemis du sud (aujourd’hui l’État de Washington) aurait été menée au sommet et poussée par-dessus les falaises.[réf. nécessaire]
L’ancien nom officiel « McIntyre Bluff » est en l’honneur de Peter McIntyre, l’un des Overlanders de 1862 qui avait également été garde sur le Pony Express dans l’Ouest américain. Il était connu comme un « combattant indien. » En 1886, il reçut une concession de terre à côté de cette grande falaise.
Le nom officiel était « McIntyre Bluff » du 7 octobre 1954 au 7 août 2015, date à laquelle il a été changé en « nʕaylintn » à la demande de la bande indienne d’Osoyoos dans le cadre d’un accord avec le ministère de l’Environnement de la Colombie-Britannique,.

## Conservation de la nature
La majeure partie de la falaise est située dans la zone protégée des prairies du lac White, qui protège l’écosystème des forêts sèches de l’Okanagan situé au-dessus de celle-ci.